# 26-та паралель північної широти
26-та паралель північної широти — лінія широти, що лежить на 26 градусів північніше земної екваторіальної площини. Вона проходить через Африку, Азію, Індійський океан, Тихий океан, Північну Америку та Атлантичний океан.
Через паралель проходить частина кордону між Західною Сахарою та Мавританією.

Через 26-ту паралель північної широти проходить частина кордону Західної Сахари з Мавританією

Це найбільш густонаселена паралель: станом на 2019 рік на ній проживало від 247,2 до 248 мільйонів людей.
На цій широті під час літнього сонцестояння сонце видно 13 годин 46 хвилин, а під час зимового сонцестояння — 10 годин 31 хвилину. 21 червня максимальна висота Сонця становить 40,17°, а 21 грудня — 87,83°.

## Список географічних об'єктів, що перетинає 26° пн. ш.
Починаючи з Гринвіцького меридіану та рухаючись на схід, 26-та паралель північної широти проходить через:
| Координати                                                   | Країна, територія або море                           | Примітки |
| ------------------------------------------------------------ | ---------------------------------------------------- | --- |
| 26°0′ пн. ш. 0°0′ сх. д. / 26.000° пн. ш. 0.000° сх. д.      | Алжир                                                | |
| 26°0′ пн. ш. 9°32′ сх. д. / 26.000° пн. ш. 9.533° сх. д.     | Лівія                                                | |
| 26°0′ пн. ш. 25°0′ сх. д. / 26.000° пн. ш. 25.000° сх. д.    | Єгипет                                               | |
| 26°0′ пн. ш. 34°20′ сх. д. / 26.000° пн. ш. 34.333° сх. д.   | Червоне море                                         | |
| 26°0′ пн. ш. 36°42′ сх. д. / 26.000° пн. ш. 36.700° сх. д.   | Саудівська Аравія                                    | |
| 26°0′ пн. ш. 50°4′ сх. д. / 26.000° пн. ш. 50.067° сх. д.    | Перська затока                                       | Бахрейнська затока |
| 26°0′ пн. ш. 50°28′ сх. д. / 26.000° пн. ш. 50.467° сх. д.   | Бахрейн                                              | Проходить через острів Бахрейн |
| 26°0′ пн. ш. 50°38′ сх. д. / 26.000° пн. ш. 50.633° сх. д.   | Перська затока                                       | Бахрейнська затока |
| 26°0′ пн. ш. 51°2′ сх. д. / 26.000° пн. ш. 51.033° сх. д.    | Катар                                                | |
| 26°0′ пн. ш. 51°24′ сх. д. / 26.000° пн. ш. 51.400° сх. д.   | Перська затока                                       | Проходить між островами Беніфорур[ru] та Сіррі[en], Іран · Проходить між островами Тунб[en] та Абу-Муса[en], які контролюються Іраном та на які претендує ОАЕ                                  |
| 26°0′ пн. ш. 56°4′ сх. д. / 26.000° пн. ш. 56.067° сх. д.    | ОАЕ                                                  | |
| 26°0′ пн. ш. 56°10′ сх. д. / 26.000° пн. ш. 56.167° сх. д.   | Оман                                                 | Проходить через півострів Мусандам |
| 26°0′ пн. ш. 56°25′ сх. д. / 26.000° пн. ш. 56.417° сх. д.   | Індійський океан                                     | Оманська затока |
| 26°0′ пн. ш. 57°14′ сх. д. / 26.000° пн. ш. 57.233° сх. д.   | Іран                                                 | |
| 26°0′ пн. ш. 61°48′ сх. д. / 26.000° пн. ш. 61.800° сх. д.   | Пакистан                                             | Белуджистан Сінд |
| 26°0′ пн. ш. 70°5′ сх. д. / 26.000° пн. ш. 70.083° сх. д.    | Індія                                                | Раджастхан Мадг'я-Прадеш Уттар-Прадеш Біхар Західний Бенгал |
| 26°0′ пн. ш. 88°9′ сх. д. / 26.000° пн. ш. 88.150° сх. д.    | Бангладеш                                            | |
| 26°0′ пн. ш. 89°32′ сх. д. / 26.000° пн. ш. 89.533° сх. д.   | Індія                                                | Західний Бенгал — приблизно на 4 км |
| 26°0′ пн. ш. 89°35′ сх. д. / 26.000° пн. ш. 89.583° сх. д.   | Бангладеш                                            | |
| 26°0′ пн. ш. 89°49′ сх. д. / 26.000° пн. ш. 89.817° сх. д.   | Індія                                                | Ассам Мегхалая Ассам Нагаленд |
| 26°0′ пн. ш. 95°8′ сх. д. / 26.000° пн. ш. 95.133° сх. д.    | М'янма                                               | |
| 26°0′ пн. ш. 98°36′ сх. д. / 26.000° пн. ш. 98.600° сх. д.   | КНР                                                  | Юньнань Гуйчжоу Гуансі Хунань (перетинає кордон між Гуансі та Хунанем кілька разів) Цзянсі Фуцзянь — проводить південніше Фучжоу                                                               |
| 26°0′ пн. ш. 119°43′ сх. д. / 26.000° пн. ш. 119.717° сх. д. | Південнокитайське море                               | Проходить через спірні острови Сенкаку |
| 26°0′ пн. ш. 127°40′ сх. д. / 26.000° пн. ш. 127.667° сх. д. | Тихий океан                                          | Проходить південніше острова Окінава, Японія Проходить північніше острова Кітадайто, Японія Проходить південніше острова Лисянського, Гаваї, США Проходить північніше атола Лайсан, Гаваї, США |
| 26°0′ пн. ш. 112°12′ зх. д. / 26.000° пн. ш. 112.200° зх. д. | Мексика                                              | Проходить через півострів Каліфорнія |
| 26°0′ пн. ш. 111°20′ зх. д. / 26.000° пн. ш. 111.333° зх. д. | Каліфорнійська затока                                | |
| 26°0′ пн. ш. 111°10′ зх. д. / 26.000° пн. ш. 111.167° зх. д. | Мексика                                              | Проходить через острови Кармен[en] |
| 26°0′ пн. ш. 111°5′ зх. д. / 26.000° пн. ш. 111.083° зх. д.  | Каліфорнійська затока                                | |
| 26°0′ пн. ш. 109°26′ зх. д. / 26.000° пн. ш. 109.433° зх. д. | Мексика                                              | |
| 26°0′ пн. ш. 97°39′ зх. д. / 26.000° пн. ш. 97.650° зх. д.   | США                                                  | Техас — проходить через Браунсвілл |
| 26°0′ пн. ш. 97°9′ зх. д. / 26.000° пн. ш. 97.150° зх. д.    | Мексиканська затока                                  | |
| 26°0′ пн. ш. 81°45′ зх. д. / 26.000° пн. ш. 81.750° зх. д.   | США                                                  | Флорида — проходить через Голлівуд (між Форт-Лодердейлом та Маямі) |
| 26°0′ пн. ш. 80°7′ зх. д. / 26.000° пн. ш. 80.117° зх. д.    | Атлантичний океан                                    | |
| 26°0′ пн. ш. 77°24′ зх. д. / 26.000° пн. ш. 77.400° зх. д.   | Багамські Острови                                    | Проходить через острів Великий Абако[en] |
| 26°0′ пн. ш. 77°11′ зх. д. / 26.000° пн. ш. 77.183° зх. д.   | Атлантичний океан                                    | |
| 26°0′ пн. ш. 14°30′ зх. д. / 26.000° пн. ш. 14.500° зх. д.   | Західна Сахара                                       | Претендує Марокко та Сахарська Арабська Демократична Республіка |
| 26°0′ пн. ш. 12°0′ зх. д. / 26.000° пн. ш. 12.000° зх. д.    | Становить кордон між Західною Сахарою та Мавританією | |
| 26°0′ пн. ш. 8°40′ зх. д. / 26.000° пн. ш. 8.667° зх. д.     | Мавританія                                           | |
| 26°0′ пн. ш. 6°26′ зх. д. / 26.000° пн. ш. 6.433° зх. д.     | Алжир                                                | |